# Diocesi di Toledo (Brasile)
La diocesi di Toledo (in latino Dioecesis Toletana in Brasilia) è una sede della Chiesa cattolica in Brasile suffraganea dell'arcidiocesi di Cascavel. Nel 2022 contava 376.000 battezzati su 425.000 abitanti. È retta dal vescovo João Carlos Seneme, C.S.S.

## Territorio
La diocesi comprende 19 comuni nella parte occidentale dello stato brasiliano del Paraná: Guaíra, Terra Roxa, Palotina, Maripá, Mercedes, Nova Santa Rosa, Marechal Cândido Rondon, Quatro Pontes, Pato Bragado, Entre Rios do Oeste, Ouro Verde do Oeste, São Pedro do Iguaçu, Assis Chateaubriand, Tupãssi, Nova Aurora, Jesuítas, Formosa do Oeste, Iracema do Oeste e Toledo.
Sede vescovile è la città di Toledo, dove si trova la cattedrale di Cristo Re.
Il territorio si estende su una superficie di 8.000 km² ed è suddiviso in 31 parrocchie, raggruppate in 4 decanati: Toledo, Assis, Rondon e Palotina.

## Storia
La diocesi è stata eretta il 20 giugno 1959 con la bolla Cum venerabilis di papa Giovanni XXIII, ricavandone il territorio dalla prelatura territoriale di Foz do Iguaçu, contestualmente soppressa. Originariamente era suffraganea dell'arcidiocesi di Curitiba.
Il 16 dicembre 1965 ha ceduto una porzione di territorio a vantaggio dell'erezione della diocesi di Guarapuava.
Il 5 maggio 1978 ha ceduto altre porzioni di territorio a vantaggio dell'erezione delle diocesi di Cascavel (oggi arcidiocesi) e di Foz do Iguaçu.
Il 16 ottobre 1979 è entrata a far parte della provincia ecclesiastica dell'arcidiocesi di Cascavel.

## Cronotassi dei vescovi
Si omettono i periodi di sede vacante non superiori ai 2 anni o non storicamente accertati.
- Armando Círio, O.S.I. † (14 maggio 1960 - 5 maggio 1978 nominato vescovo di Cascavel)
- Geraldo Majella Agnelo † (5 maggio 1978 - 4 ottobre 1982 nominato arcivescovo di Londrina)
- Lúcio Ignácio Baumgaertner † (2 luglio 1983 - 27 dicembre 1995 nominato arcivescovo di Cascavel)
  - Sede vacante (1995-1998)
- Anuar Battisti (15 aprile 1998 - 29 settembre 2004 nominato arcivescovo di Maringá)
- Francisco Carlos Bach (27 luglio 2005 - 3 ottobre 2012 nominato vescovo di São José dos Pinhais)
- João Carlos Seneme, C.S.S., dal 26 giugno 2013

## Statistiche
La diocesi nel 2022 su una popolazione di 425.000 persone contava 376.000 battezzati, corrispondenti all'88,5% del totale.
| anno | popolazione | popolazione | popolazione | presbiteri | presbiteri | presbiteri | presbiteri                | diaconi | religiosi | religiosi | parrocchie |
| anno | battezzati  | totale      | %           | numero     | secolari   | regolari   | battezzati per presbitero | diaconi | uomini    | donne     | parrocchie |
| ---- | ----------- | ----------- | ----------- | ---------- | ---------- | ---------- | ------------------------- | ------- | --------- | --------- | ---------- |
| 1966 | 420.000     | 460.000     | 91,3        | 49         | 10         | 39         | 8.571                     |         | 15        | 88        | 27         |
| 1970 | 580.000     | 620.000     | 93,5        | 71         | 20         | 51         | 8.169                     |         | 67        | 124       | 34         |
| 1976 | 905.000     | 1.033.000   | 87,6        | 115        | 27         | 88         | 7.869                     |         | 102       | 156       | 52         |
| 1980 | 320.000     | 400.000     | 80,0        | 52         | 13         | 39         | 6.153                     |         | 49        | 64        | 28         |
| 1990 | 289.000     | 396.000     | 73,0        | 54         | 23         | 31         | 5.351                     |         | 78        | 59        | 26         |
| 1999 | 250.671     | 320.372     | 78,2        | 46         | 28         | 18         | 5.449                     |         | 38        | 52        | 28         |
| 2000 | 300.601     | 328.511     | 91,5        | 44         | 26         | 18         | 6.831                     |         | 35        | 45        | 28         |
| 2001 | 302.950     | 340.394     | 89,0        | 47         | 28         | 19         | 6.445                     | 1       | 27        | 43        | 29         |
| 2002 | 297.555     | 334.332     | 89,0        | 44         | 25         | 19         | 6.762                     | 1       | 80        | 43        | 29         |
| 2003 | 299.505     | 336.343     | 89,0        | 50         | 29         | 21         | 5.990                     | 1       | 74        | 41        | 29         |
| 2004 | 305.496     | 344.415     | 88,7        | 47         | 29         | 18         | 6.499                     | 1       | 61        | 38        | 29         |
| 2010 | 337.000     | 381.000     | 88,5        | 52         | 34         | 18         | 6.480                     | 1       | 51        | 44        | 30         |
| 2014 | 353.000     | 400.000     | 88,3        | 48         | 34         | 14         | 7.354                     |         | 34        | 38        | 30         |
| 2017 | 362.100     | 409.500     | 88,4        | 52         | 36         | 16         | 6.963                     |         | 39        | 39        | 31         |
| 2020 | 370.600     | 419.000     | 88,4        | 52         | 36         | 16         | 7.126                     |         | 28        | 38        | 31         |
| 2022 | 376.000     | 425.000     | 88,5        | 56         | 36         | 20         | 6.714                     |         | 31        | 44        | 31         |